# كوريناي يوهي
يوهي كوريناي (باليابانية: 夕日紅)هي شخصية خيالية ظهرت في انمي ومانغا ناروتو من تأليف ماساشي كيشيموتو، كوريناي هي مدربة الفريق الثامن في قرية الورق (كونوها)، وأحد أفراد عشيرة ساروتوبي، ومعنى اسمها باللغة العربية شمس المساء القرمزية، حيث أن معنى كوريناي (قرمزي)، و يوهي (شمس المساء).

## الأداء الصوتي
- مؤدي الصوت باليابانية: رومي اوتشيها.
- مؤدي الصوت بالعربية: فاطمة سعد، مجد ظاظا.[2]

## عن حياتها
تخرجت كوريناي من الأكاديمية عندما كانت في التاسعة من عمرها وأخذت امتحان التشونين وأصبحت تشونين في سن الثالثة عشر، ثم أصبحت جونين مؤخرا.
في سلسلة الأنمي يتبين انها قدمت إلى قرية الورق في عمر صغير ومعها موهبة طبيعية في الجينجتسو. وتتميز كوريناي بشخصية صلدة وصادقة وبسيطة.
علاقة كوريناي بطلابها وثيقة وقريبة بهم جميعاً، كما أن يبدو أنها تفضل هيناتا خاصة عن الطلاب الباقين. ويتبين في الأنمي إنها تعلم وجهة نظر والد هيناتا منها على الرغم من كونها وريثة القبيلة والابنة الأكبر له. فعندما ذهبت لتعلم والد هيناتا هيوجا هاياشي، بأن هيناتا قد تٌقتل خلال تأدية إحدى مهمات النينجا، أجابها بأنه لم يعد يهتم بها طالما أنها أضعف من أختها الصغرى، والتي تبلغ خمس سنين. كوريناي أيضا مدركة بطريقة ما بالهيام الكبير الذي تظهره هيناتا لـناروتو. ففي الجزء الأول من الأنمي ظهر عندما حاولت هيناتا إعطاء المرهم لناروتو بعد معركته مع كيبا، كوريناي هي التي أقنعت ناروتو بأخذ المرهم.

### في الجزء الأول

كوريناي مع طلابها من أعضاء الفريق الثامن؛ شينو أبورامي (يمين)، هيناتا هيوغا (وسط)، كيبا إينوزوكا (يسار) وفوق رأسه الكلب أكامارو

ظهرت كوريناي بشكل متفرق خلال حلقات الموسم الأول، فهي تظهر في البداية كواحدة من الجونين الذي سيكونون مسئولين عن الجينين الجدد الذين تخرجوا حديثاً من الأكاديمية. ثم ظهرت بعد ذلك عندما يعلن عن اختبار التشونين، وذلك بترشيح طلاب فريقها بالتقدم لاختبارالتشونين. فضلاً على ظهورها خلال الاختبار الكتابي، وهي تتحدث مع كاكاشي هاتاكي وأسوما ساروتوبي عن ايبيكي الممتحن الأول لاختبار التشونين والمسئول عن الاختبار الكتابي. وذلك لكونها جونين مبتدئة حيث انها لم تكن تعرف عن ايبيكي شيئا، حيث أثار قلقها وصف أسوما لشخصيته.
في خلال الجزء الثالث من اختبار التشونين، راقبت كوريناي تلاميذها من وراء خطوط ساحة القتال. وبعد معركة شينو، أشارت كوريناي إلى سحقه غير الرحيم لزاكو أبومي. خلال معركة كيبا إينوزوكا مع ناروتو، وكانت تخبر نفسها وتلمح لكاكاشي بأن ناروتو لا يمكنه مطلقان يهزم كيباإ إلا أن كاكاشي كان واثقاً في إمكانات ناروتو رغم ضعف ذكائه. حيث ذهت كوريناي عندما شاهدت ما ابداه ناروتو في القتال وهزيمته لكيبا.
ومع استمرار مباريات اختبار التشونين، خلال قتال هيناتا طالبتها المفضلة مع ابن عمها نيجي هيوقا، تذكرت العلاقة السيئة التي تربط هيناتا بوالدها. كما انها لاحظت الفرق بين هيناتا الحالية، التي رفضت الإستسلام، وهيناتا السابقة التي كانت لتستسلم بسهولة. وعندما وصل نيجي إلى الغضب الشديد الذي أعماه بسبب ما قالته هيناتا ومحاولة نيجي إيذائها، ساعدت كوريناي في إيقافه مع جميع جونين كونوها الحاضرين هناك، وذلك فيما عدا أسوما.

### ملاقاة إيتاشي وكيسامي
بعد مقتل الهوكاغي الثالث على يد أوروتشيمارو عاد إيتاشي بطريقة غير مبررة إلى قرية كونوها بصحبة زميله في مجموعة الأكاتسكي كيسامي، وكان الهدف الواضح من عودته مع كيسامي هو أخذ ناروتو (جينشيوريكي) لأنهم يحتاجون إلى الكيوبي الذي بداخل ناروتو،
بعد دخول إيتاشي وكيسامي قرية كونوها، كانت كوريناي تمشي جنا إلى جنب مع أسوما ساروتوبي، وهي أول من تعرفت عليهما انهما من الأكاتسكي وبالتالي عرفا إيتاشي النينجا الهارب القاتل لعشيرته ومن ثم قام كيسامي النينجا المتمرد أيضا من دولة الماء بتعريفهم بنفسه، ثم دارة معركة قوية جدا بدأت بالتحام بين أسوما وكيسامي، وحينها تمكنت كوريناي من الإيقاع بايتاشي في الجينجتسو الخاص بها وهو «الوهم الشيطاني: تقييد شجرة الموت». وذلك بعد أن اختفت عن الأنظار. إلا أن إيتاشي استطاع عكس ذلك الجينجتسو بواسطة المانقيكيو شارينجان خاصته، إضافة إلى سخريته من مستوى الجينجتسو المتدني خاصتها مقارنة بقدرته على السيطرة عليها، ورغم ذلك تمهل إيتاشي وقتا طويلا ليمكنها من الهروب من قيد تقنيتا. ثم ضربها بعد ذلك بركلة لا بأس بها، وانتهت المعركة بعد تدخل كاكاشي ومايت غاي بهروب فردي الأكاتسكي ليكملا بحثهما عن ناروتو.

### مهمة انقاذ ياكومو
في حلقات الفيلر التابعة للجزء الأول من الأنمي، تظهر كوريناي في حادثة صغيرة في ماضيها مع فتاة موهوبة جدا بتقنيات الجينجتسو تدعى ياكومو، وهي وريثة قبيلة كوراما المتخصصة في الجينجتسو. إذ أن لديها قدرة قبيلتها وهي توارث الجينجتسو مما حسن الجين جتسو خاصتها إلى درجة كبيرة تسمح لها بقتل الأعداء باستخدام الجينجتسو خاصتها.
كوريناي قامت بحبس تلك القوى بمراسم شبيهة بالتي يقوم باستخدامها كاكاشي لقفل قفل لعنة السماء الذي يحمله ساسكي من أوروتشيمارو. ولكن ذلك لم ينجح. بعدها تعود ياكومو مرة أخرى، وتسبب برقا خاطفا لضرب قصر الهوكاجي باستخدام تقنية الوهم، لكنه كان قويا جدا لدرجة أن جميع من في القرية قد اقتنعوا بأنه حقيقة. لذلك طلبت كوريناي بالتفرق وذلك للتعامل مع ياكومو. وكان هذا السبب الذي جعلها تقرر ترك الفريق الثامن.

### في الحلقات المتأخرة من الجزء الأول
في الحلقات المتأخرة تظهر قصضة بالرجوع إلى الوراء، حيث تظهر الحلقات الهوكاجي الثالث وهو يصف كلا من كوريناي وياكومو بـ«مستخدمتي الجينجتسو غير المدربتين» وذلك بملاحظة موهبتيهما المتأصلة في الجينجتسو. إلا أن ياكومو تواجه صعوبات جسدية في التدريب كنينجا، وُضعت تحت عناية كوريناي. ولقد تمنت أن تكون مثل روك لي، أن تصبح نينجا على الرغم من العائق الظاهر الذي يواجهها. لكن كوريناي على عكس جاي، قد منعت ذلك بسبب قدرتها المحبوسة التي قد تُجبر ياكومو على اللجوء إليها.
وفي طريقها لزيارة ياكومو، ناروتو يواجه كوريناي بارتباطها بياكومو. لكي تتجنب استجواب ناروتو لها، استخدمت كوريناي«وهم شيطاني: تقييد شجرة الموت» تاركة إياه عاجز عن الحركة حتى وصل كل من ساكورا، جاي، والفريق الثامن.
وعندما اقتربت كوريناي من غرفة ياكومو، وقعت في جين جتسو ثائر، واكتشفت فيما بعد أن من هاجمها هم في الواقع هم أفراد قبيلة كوراما بغرض اختطاف ياكومو. ورؤيتها بأن خصومها مستخدمي جين جتسو أيضاً، قررت بأنها لن تخسر أبدا، كوريناي تمكنت من هزيمتهم بنجاح باستخدام تكنيكها المعتاد حتى اللقاء الأخير، الذي أثبط دفاعها، إذ أنها أصيبت بشورايكين. الدم الذي نزف من جرحها أظهر وجودها لرئيس القبيلة المؤقت، أوناكي، فمكنه ذلك من هزمها.
تمكنت كوريناي من النجاة بفضل وصول فريقها إليها برفقة ناروتو وجاي. لاحقاً، وعندما كانت تشرح سبب مغادرتها لفريقها، ادعت بأن القرية لا تحتاج إلى مستخدمي جين جتسو غيرها. وهذا هو سبب ختمها لقوة ياكومو.إلا أن شينو، علم بأنها كانت تكذب بشأن ذلك. على الجانب الآخر، ياكومو صدقت ما قالته كوريناي، وذلك حتى تستطيع أخيرا محو قبيلة كوراما. عليه، أوقعت ياكومو مدرستها السابقة، ناروتو، ساكورا والفريق الثامن في الجين جتسو الذي ابتكرته والذي كان نسخة طبق الأصل لكونوها، لكنها أظهرتها وكأنها قد دُمرت بسبب الحروب. أوناكي أيضا، وقع في الوهم نفسه. وقلقاً بشأن القوى التي تملكها ياكومو، وتدهور حالتها الذهنية بشكل مستمر والذي سيكون نتيجته عدم قدرتها على السيطرة عليها، قام بتحرير ناروتو من الوهم، لكي يتمكن من قتل ياكومو. في تلك الأثناء، كانت ياكومو مبقية كوريناي في الوهم أملاً بالحصول على إجابات حول ماضيها، والانتقام. ناروتو والآخرون عادوا مرة أخرى إلى المكان السابق الذي يسيطر عليه الوهم، ودخل ناروتو مرة أخرى عالم الجين جتسو الخاص بياكومو لينقذ كوريناي. ياكومو تكتشف بعد ذلك بأن وحشا اسمه إيدوو، يعيش داخل عقلها اللاشعوري وهو الذي تسبب بقتل والديها. وبمساعدة كوريناي، قهرت ياكومو الوحش، وحررتها من الجين جتسو. وبما أن المهمة الأخيرة التي حددها لها الهوكاجي الثالث قد نُفذت، كوريناي أعلنت نفسها مرة أخرى بأنها الجونين المسئول عن الفريق الثامن.

### في الجزء الثاني
كوريناي تظهر في الجزء الثاني لأول مرة في الفصل 313 من المنغا. أسوما يذهب لزيارة كاكاشي في المستشفى، قائلا له بأن هناك شيئا يريد التحدث به معه. كوريناي تظهر ظهورا مفاجئا قبل أن يبدأ أسوما بالكلام وتنظر إليه. وعندما سألها كاكاشي إذا ما كانت تريد شيئا، أجابت لا. لكنها ببساطة جاءت لأنها علمت بأن أسوما كان هناك. وعندما طلب كاكاشي من أسوما أن يواصل ما كان يريد قوله، تردد، ثم قال له بأن سيحدثه به لاحقا.
بعدها كوريناي وأسوما غادرا الغرفة معاً، تاركين كاكاشي يغمره الفضول ليعرف الشيء الذي أراد أسوما التحدث بشأنه.
وعندما غادر أسوما مع فرقته لملاحقة هيدان وكاكوزو، بدا أن كوريناي لاحظت وجودهم، لكنها عندما نظرت إليهم من النافذة، كان الفريق قد غادر. وفي الفترة التي كانت فيها المعركة قائمة بين فريق أسوما وأفراد الأكاتسوكي، كانت كوريناي تعتني بزهورها التي قد سقطت تويجاتها. وبالغريزة، شعرت كوريناي بأن خطباً قد أصاب أسوما، والذي كان في واقع الأمر، تلقيه ضربة مميتة من هيدان. لاحقا، عندما يعلم شيكامارو كوريناي بموت أسوما، انهارت على ركبتيها وبدأت بالبكاء. ظهرت بعد ذلك خلال جنازة أسوما وهي تضع الورود على قبره، وذلك كان في الفصل 330.

### زواجها من ساروتوبي أسوما
ويتضح من التلميحات التي تظهر خلال الأنمي بأن كوريناي كانت على علاقة عاطفية بزميلها الجونين ساروتوبي أسوما مدرب الفريق العاشر، وذلك على الرغم من عدم اعتراف أي منهما بذلك خلال حلقات الانمي. إلا أن كلاهما يميل لان يكونا معا، لذلك فهما كانا يفضلان دائما رفقة بعضهما بعضا.
في الأعداد الأخيرة من المانغا، ظهرت ذكريات أسوما باليوم الذي ذهب فيه لشراء باقة من الزهور لكوريناي من متجر عائلة ياماناكا، وتبين المانغا انه كذب على إينو بشأنها عندما احمر خجلا حين سألته. وكذلك عندما اعلم شيكامارو كوريناي بشأن موت أسوما، انهارت على ركبتيها وبدأت بالبكاء. وتبين بعد ذلك انها كانت حاملاً بطفلها من أسوما.

## التقنيات

### الوهم الشيطاني: تقييد شجرة الموت
باستخدام تلك التقنية فإن المستخدم يستطيع أن يخفي نفسه، سامحا له بالاقتراب إلى خصومه دون أن يلاحظوا وجوده. وعندما يكتمل، شجرة وجذور ستنمو مثبتة قدمي الهدف، وستمنع تحركاته. وعندما يصدق الهدف بأنه قد وقع في الفخ، يستطيع المستخدم أن يظهر نفسه فوق خصمه من جذع الشجرة ليقتله. وبالإضافة إلى الاختفاء فإن تأثير نمو الشجرة باستخدام تلك التقنية المستخدم يستطيع أن ينبت زهورا، براعم، كرمات وأشجار متعددة.

### وهم الضباب
وهي تقنية جينجتسو، دفاعي وهجومي في الوقت نفسه، وهذه التقنية لم تظهر في الأنمي بل ظهرت في لعبة 	ناروتو شيبودن: أبطال النينجا النهائي 3 حيث تقوم كوريناي بصنع نسخة وهمية لنفسها التي تهم باتجاه الخصم، تقفز ثم تنفجر بسحابة من تويجات زهور الكرز.

## روابط خارجية
- يوهي كوريناي على موقع ويكيا ناروتوبيديا
- يوهي كوريناي موقع ويكيا ناروتو نكست جنيراشن